# ليوبولد باور
ليوبولد باور (بالألمانية: Leopold Bauer (Architekt)) (و. 1872 – 1938 م) هو مهندس معماري من النمسا . ولد في Krnov.
شارك في ألعاب أولمبية صيفية 1936.
توفي في فيينا.

## روابط خارجية
- ليوبولد باور على موقع أوليمبيديا (الإنجليزية)